# Джеймс Рікардс
Джеймс Г. Рікардс (англ. James Rickards) — американський адвокат, оратор, спекулянт золотом, медіа-оглядач та автор з питань фінансів та дорогоцінних металів. Автор «Валютні війни: Витоки наступної глобальної кризи» (2011) та п’яти інших книжок. 

## Біографія
Ріккардс закінчив Регіональну середню школу Нижнього Кейп-Мей у Кейп-Мей, штат Нью-Джерсі в 1969 році. Пізніше закінчив Університет Джона Хопкінса в 1973 році зі ступенем бакалавра з відзнакою, а в 1974 році отримав ступінь магістра у Школі поглиблених міжнародних досліджень у Вашингтоні, округ Колумбія. Отримав ступінь доктора від юридичного факультету університету Пенсільванії. Магістр права у галузі оподаткування від юридичної школи Нью-Йоркського університету.     

## Публікації
Перша книга Ріккарда, «Валютні війни: створення наступної глобальної кризи» була опублікована в 2011 році. У ній він стверджував, що валютні війни — це не лише економічна чи грошова проблема, а проблема національної безпеки. Він стверджував, що США стикаються з серйозними загрозами її національній безпеці — від підпільних закупівель золота Китаєм до прихованих програм денних суверенних фондів, і найважливіше, дуже реальною небезпекою обвалу самого долара. Ріккардс звинувачував Федеральний резерв у причетності до того, що він назвав "найбільшою грою в історії фінансів". Полегшення фінансових умов ФРС за рахунок зниження довгострокових процентних ставок було, по суті, "програмою друку грошей для стимулювання економічного розвитку". 
Згодом Ріккардс написав ще п’ять книг: 
- Смерть грошей: крах міжнародної валютної системи (2014 р.)
- Велика крапля: як виростити своє багатство під час майбутнього краху (2015)
- Новий випадок на золото (2016)
- Шлях до руїни: таємний план глобальних еліт для наступної фінансової кризи (2016)
- Після: Сім секретів збереження багатства в майбутньому хаосі (2019)

Друга книга Рікарда «Смерть грошей» була випущена 8 квітня 2014 року і стала «бестселлером» New York Times. Його третя книга «Нова справа для золота» вийшла 5 квітня 2016 року. Його четверта книга «Дорога до руїни: таємний план глобальних еліт для наступної фінансової кризи» вийшла 15 листопада 2016 року.